# 725
Năm 725 là một năm trong lịch Julius. 